# Кларксвилл (Индиана)
Кларксвилл (англ. Clarksville) — город в округе Кларк в штате Индиана в Соединённых Штатах Америки.
Согласно данным переписи населения США 2020 года число жителей города 
составляло 22 333 человека.

## История
Город Кларксвилл был основан в 1783 году, во время Войны за независимость США, Джорджем Роджерсом Кларком (откуда и название) на единственном сезонном пороге на всей реке Огайо. В 1778 году Кларк основал пост на острове у подножия водопадов Огайо, где тренировал свой полк из 175 человек. После войны Кларку был предоставлен участок в 150 000 акров (610 км2) за его службу. В 1783 году 1000 акров (4 км2) были выделены для развития поселения.

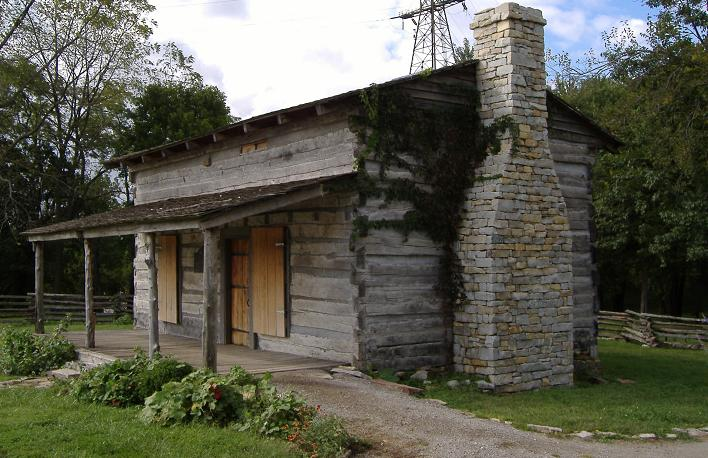
Местная реликвия — хижина основателя города Д. Р. Кларка

Это старейший американский город на Старом Северо-Западе.
Путешественник Уильям Кларк был младшим братом Джорджа Роджерса Кларка. Историк Стивен Эдвард Эмброуз пишет о Мериуэзере Льюисе и Уильяме Кларке в книге «Несгибаемое мужество»: «Когда они пожали друг другу руки [в Кларксвилле], началась экспедиция Льюиса и Кларка». Двухфигурная статуя возле водопада увековечивает экспедицию. Несколько других населенных пунктов, помимо Кларксвилла, также претендуют на право называться местом начала знаменитой экспедиции Льюиса и Кларка, в частности, независимый город Сент-Луис в штате Миссури.
В начале XIX века Кларксвилл стал популярным местом проведения дуэлей для жителей Кентукки, которые хотели обойти антидуэльные законы своего родного штата. Самым известным из них был поединок 1809 года между Генри Клеем и Хамфри Маршаллом.

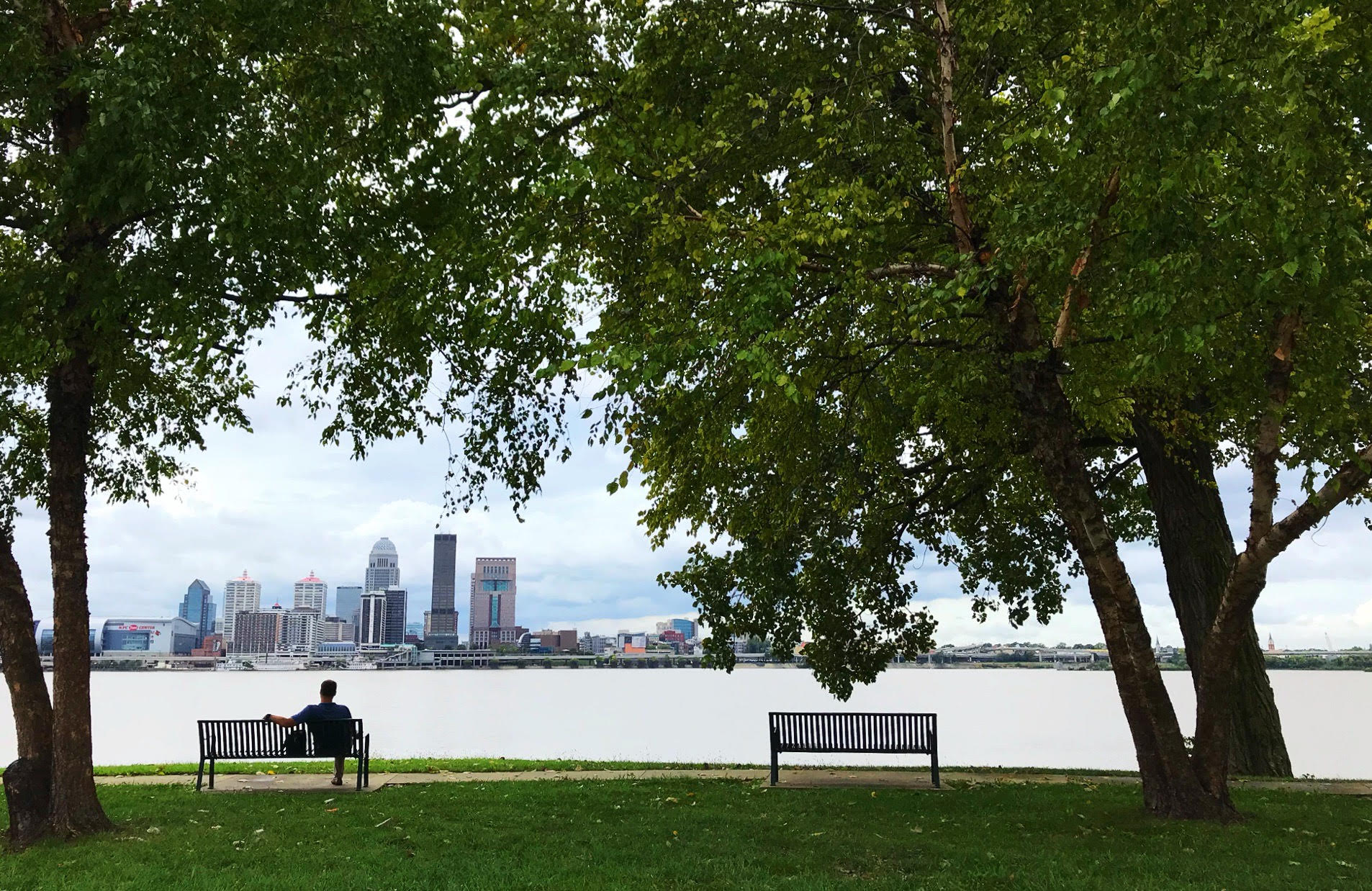
Вид на город Луисвилл (Кентукки) из Кларксвилля

17 ноября 1924 года в Кларксвилле на здании завода компании «Colgate-Palmolive» были освещены Часы Колгейт с одним из самых больших циферблатов в мире; их диаметр составляет 40 футов (12 метров). Позднее они были включены в Национальный реестр исторических мест США.
5 января 1937 года стал повышаться уровень воды на реке Огайо, что ознаменовало начало Великого наводнения, которое причинило городу колоссальный ущерб и начало отступать только месяц спустя.
После Второй мировой войны Кларксвилл пережил жилищный бум, население увеличилось с 2400 в 1940 году до 22 тысяч к началу следующего века; город существенно расширился на север, поглотив несколько значительных пригородов.

## География
По данным Бюро переписи населения США, общая площадь Кларксвилла составляет 10,17 квадратных миль (26,34 км2), из которых 9,97 квадратных миль (25,82 км2 или 98,03%) — это суша и 0,2 квадратных мили (0,52 км2 или 1,97%) — водная поверхность.